# Beverley Elliott
Beverley Elliott, est une actrice canadienne née à Listowel en Ontario au Canada.

## Biographie
Beverley Elliott est notamment connue pour son rôle en tant que Granny dans la série télévisée Once Upon A Time.

## Filmographie

### Cinéma
- 1989 : Who's Harry Crumb? : Joanne
- 1989 : Bye Bye Blues : Rosie
- 1992 : Impitoyable : Silky
- 1992 : Harmony Cats : Alma Williams
- 1993 : The Crush : Tex Murphy
- 1994 : Max : Babs
- 1994 : Trust in Me : Zalinsky
- 1994 : Les Quatre Filles du docteur March : L'Irlandaise
- 2000 : Duos d'un jour (Duets) de Bruce Paltrow : La Déserteuse
- 2002 : Bang bang t'es mort
- 2002 : Hyper Noël : La Professeure
- 2004 : Tolérance Zéro : L'Infirmière
- 2005 : Quatre filles et un jean : Roberta
- 2006 : The Foursome : Wendy Oakley
- 2009 : Our Son Is a... : Madame Thompson
- 2009 : 2012 : La Femme sur le bateau

### Télévision

#### Séries télévisées
- 1987 : 21 Jump Street (1 épisode) : L'Agent immobilier
- 1987 : Stingray (1 épisode) : La Serveuse
- 1988 : Cap Danger (1 épisode) : Janey
- 1989 : Un flic dans la mafia (1 épisode) : Joyce
- 1989-1991 : Les Deux font la loi (22 épisodes) : Sally Duffield
- 1994-1995 : La Légende d'Hawkeye (2 épisodes) : La Barmaid et Mary
- 1994-1996 : Highlander (2 épisodes) : Karen et la superviseuse
- 1995 : Black Fox: Good Men and Bad : Pussycat Nell
- 1995 : X-Files : Aux frontières du réel (1 épisode) : Raven
- 1996 : Millennium (1 épisode) : Terry
- 1997 : Jitters : Nancy
- 1997-1998 : La Loi du colt (2 épisodes) : Kate Willard et Whore
- 1998 : Pour tout l'or de l'Alaska : Belle
- 1998 : The Inspectors : Un courrier explosif : Lorraine
- 1998 : La Nouvelle Famille Addams (1 épisode) : Maria
- 1998-2001 : Au-delà du réel : L'aventure continue (2 épisodes) : Celeste et Holly
- 1999-2000 : Hope Island (21 épisodes) : Bonita Vasquez
- 2000 : Hollywood Off-Ramp (1 épisode)
- 2000 : Unité 9 (1 épisode) : Maggie
- 2000 : Love Lessons
- 2000-2002 : Coroner Da Vinci (Da Vinci's Inquest) (2 épisodes) : Louise et Roseanne Carson
- 2001 : The Heart Department : Infirmière n°1
- 2001 : Cold Squad, brigade spéciale (1 épisode) : Madame Russell
- 2001 : Hostage Negotiator : Barbara Sitkowski
- 2001 : Beer Money : Madame Snellberg
- 2001 : Mysterious Ways : Les Chemins de l'étrange (5 épisodes) : Infirmière Miller
- 2002 : Special Unit 2 (1 épisode) : La Femme au foyer
- 2002 : We'll Meet Again : Susan Branagan
- 2003 : Petit papa voleur : La Femme à l'extérieur du magasin
- 2004 : The Chris Isaak Show (1 épisode) : La Femme de l'image
- 2004 : Alienated (1 épisode) : Protestataire n°1
- 2004 : Kingdom Hospital (11 épisodes) : Brick Bannerman
- 2004 : The Days (1 épisode) : Madame Biddle
- 2004 : La Famille Carver (1 épisode) : Stella
- 2005 : Tru Calling : Compte à rebours (1 épisode) : La Soliste
- 2006 : The L Word (1 épisode) : Martha
- 2006 : Truth : Madame Schmidt
- 2006 : The Collector (1 épisode) : Wendy Ailes
- 2006 : Godiva's (2 épisodes) : Infirmière
- 2006 : Birthdays and Other Traumas : Madame Pitt
- 2006 : Alice, I Think (2 épisodes) : Madge
- 2006 : Blade (1 épisode) : Bobbie Lofink
- 2006 : Pour vivre un grand amour : Infirmière n°1
- 2007 : L'Ivresse du cœur : Landlady
- 2008 : Psych : Enquêteur malgré lui (1 épisode) : Doris
- 2008 : The Guard : Police maritime (1 épisode) : Femme accro anonyme
- 2008 : Every Second Counts : La Serveuse
- 2009 : Harper's Globe (1 épisode) : Maggie Krell
- 2009 : Harper's Island (8 épisodes) : Maggie Krell
- 2009 : The Assistants (1 épisode) : Femme de moyen âge
- 2010 : V (1 épisode) : Elizabeth Parker
- 2011-2016 : Once Upon a Time : Mère Grand
- 2025 : Tracker : Judith Baer (saison 2, épisode 12)

#### Téléfilms
- 1987 : Escroquerie à la mort (Deep Dark Secrets) de Robert Michael Lewis (téléfilm) :
- 1994 : L'Enfer Blanc : Terri
- 1996 : Ma meilleure ennemie (en) (My Very Best Friend) : Rose
- 2000 : La Sirène : Karen
- 2016 : L'Infidélité de Lily (Her Infidelity) : Sophie
- 2020 : Une bague pour Noël (The Christmas Ring) de Troy Scott : Jane